# Pugó del gira-sol
El pugó del gira-sol (Aphis helianthi) és una espècie oligòfaga d'hemípter esternorrinc de la família Aphididae.

## Distribució
Habita tot el continent americà, sent nativa d'Amèrica del Nord i introduïda a Amèrica del Sud. S'ha registrat als EUA, al Canadà, al Brasil, al Perú i l'Argentina.

## Descripció
Les femelles àpteres mesuren 1,4-2,5 mm i són de color verd oliva fosc jaspiat amb verd groguenc i negre. Les femelles alades presenten sensílies. Sifons són de color groc fosc a verd sovint corbats cap a fora. Nombre cromosòmic: 2n = 8.

## Cicle vital i ecologia
Les colònies es produeixen a finals de primavera i principis d'estiu sobre tiges i fulles de molts gèneres i espècies, especialment asteràcies i apiàcies, encara que també poden colonitzar apocinàcies.
Presenta un cicle heteroic holocíclic, amb una fase sexual sobre Cornus spp.. Les poblacions de primavera fan que les fulles les fulles de Cornus es retorcen. Les femelles ovípares la tardor tenen les tíbies posteriors considerablement gruixudes.

## Ecologia
Es tracta de l'hoste ideal de bracònids i eulòfids, bàsicament. A més de ser la presa de molts insectes depredadors.
Agronòmicament s'afavoreix la presència d'aquest àfid sembrant gira-sols per tal que siga l'hoste alternatiu per als enemics naturals d'altres espècies de pugó que afecten al cultiu principal. És el cas del pugó que depreda el sorgo (Schizaphis graminum). Es nodreix també de cultius importants com la mandioca, de plantes medicinals com la valeriana i ornamentals com les asclèpies, així com de diverses espècies de gira-sol.